# LIFE!/ライフ
『LIFE!/ライフ』（原題: The Secret Life of Walter Mitty）は、2013年のアメリカのアドベンチャー・コメディ・ドラマ映画。監督・共同製作・主演をベン・スティラー、脚本はスティーヴ・コンラッドが務め、クリステン・ウィグ、シャーリー・マクレーン、アダム・スコットらが出演する。
1939年のジェームズ・サーバーの短編小説『ウォルター・ミティの秘密の生活』を原作とし、『虹を掴む男』（1947年）に続く2度目の映画化作品である。

## ストーリー
「世界を見よう、危険でも立ち向かおう。それが人生の目的だから」というスローガンを掲げる伝統的フォトグラフ雑誌『LIFE』編集部で、ネガフィルムの管理者として真面目に働くウォルター（ベン・スティラー）は、地味で平凡な人生を送る冴えない男。密かに恋い焦がれる同僚のシェリル（クリステン・ウィグ）に直接声を掛ける勇気もなく、彼女がパートナー探しのウェブサイトに登録していることを知れば、自身も登録してみるものの、体験談のひとつさえ書くことができない。しかし空想の世界では、時にアクションヒーロー、時に勇敢な冒険者となり、シェリルに対して情熱的な台詞を言うことも出来た。
ある日出社したウォルターは、突然のライフ社の事業再編と『LIFE』誌の廃刊を知らされる。事業再編を担当する新しいボスであるテッド（アダム・スコット）は、社内の視察時に給湯スペースで空想に浸っていたウォルターを見て嘲笑する。
LIFE誌を代表するフォト・ジャーナリストである冒険家のショーン（ショーン・ペン）は、いち早く事業再編による廃刊を知っていた。ショーンはウォルターに、手紙とLIFE誌の最終号のための撮影フィルム、そしてウォルターの仕事ぶりに感謝を込めた革財布の贈り物を届けていた。しかし、ショーンが手紙のなかで「自身の最高傑作ゆえに、最終号の表紙に相応しい」と記す「25番目のフィルム」は撮影フィルムから欠けていた。
テッドによる容赦ないリストラクチャリングが始まり、ライフ社内は混乱に陥る。同時にテッドは、最終号の表紙を飾る予定の、25番目のフィルムの早急な提出をウォルターに求める。
25番目のフィルムの在処はショーンしか知らないと考えたウォルターは、残りのフィルムに写っている手がかりを元に、シェリルの協力も得ながらショーンの所在を推理する。それはニューヨークから遠く離れたグリーンランドであった。
気がつけばウォルターはオフィスを飛び出し、ショーンを見つけるべく、エア・グリーンランドのヌーク行きの飛行機に飛び乗っていた。この瞬間からウォルターの現実世界での冒険がはじまる。
写真に写っていた指の持主である酔っぱらい男に殴られかけ、彼が操縦するヘリから海に飛び降りて船に乗り、今度はアイスランドに向かう。アイスランドでは、現地で手に入れたスケートボードで道路を滑走して、飛行機に乗るというショーンを追う。しかし間一髪のところで間に合わず、直後に火山が噴火し、助けに来た車に乗せられ、窮地を脱した。
同僚からのメールに促されアメリカに戻ると、ネガがないことを理由にLIFE社を解雇されてしまう。シェリルの家に息子への贈り物として、アイスランドで手に入れたスケートボードを持って行くと、そこにはシェリルを「ハニー」と呼ぶ男がいた。ウォルターは何も言わずにスケートボードを置いてその場を去る。
帰宅したウォルターはショーンへの腹立ちから、プレゼントの財布をごみ箱に捨てる。その直後、手掛かりの写真の一つが父の形見のピアノの一部であることに気づく。ウォルターが母のエドナに「この家にショーン・オコンネルが来た？」と尋ねると、エドナは事もなげに「来たわよ」と答える。聞けばショーンがこの家にやって来てウォルターのことを母に尋ね、ウォルターの仕事ぶりを褒めていたのだという。
母との会話で、手がかりの一つであった「WARLOCKS」という言葉が実は「WARLORDS（部族軍長）」であり、ショーンがアフガニスタンに向かっていたことがわかる。ウォルターは今度はアフガニスタンの高山に向かう。現地で雇った案内人と極地で別れ、ついにユキヒョウにカメラを向けているショーンを見つけるが、ネガはサプライズで財布に入れておいたのだといわれる。がっかりしたウォルターをショーンはサッカーに誘い、二人は現地の人々とともにサッカーのゲームをする。
ロサンゼルスの空港での入国審査は、アフガニスタン帰りであることを理由に困難をきわめる。本人確認が必要となったために、ウォルターはパートナー探しのウェブサイトの担当者トッドを指名する。トッドはウォルターを助け、空港でおすすめのシナボンを食べさせる。
なんとか帰宅したウォルターは、自分が捨てたはずの財布を母がごみ箱から拾っていたことを知る。ウォルターはネガをLIFE社に届け、会社のスローガンさえ言えないテッドに「くそったれの振りなんてしなくていい」と助言する。シェリルとも再会し、スケートボードを届けたときにいたのは冷蔵庫を直しに来た元夫であり、すでに縁が切れていることを知る。売店に並んだLIFEの最終号の表紙には、「これを作った人々に捧げる」という言葉とともに、会社の前の噴水に腰掛けて熱心にネガを確認するウォルターの姿が写っていた。

## 登場人物・キャスト

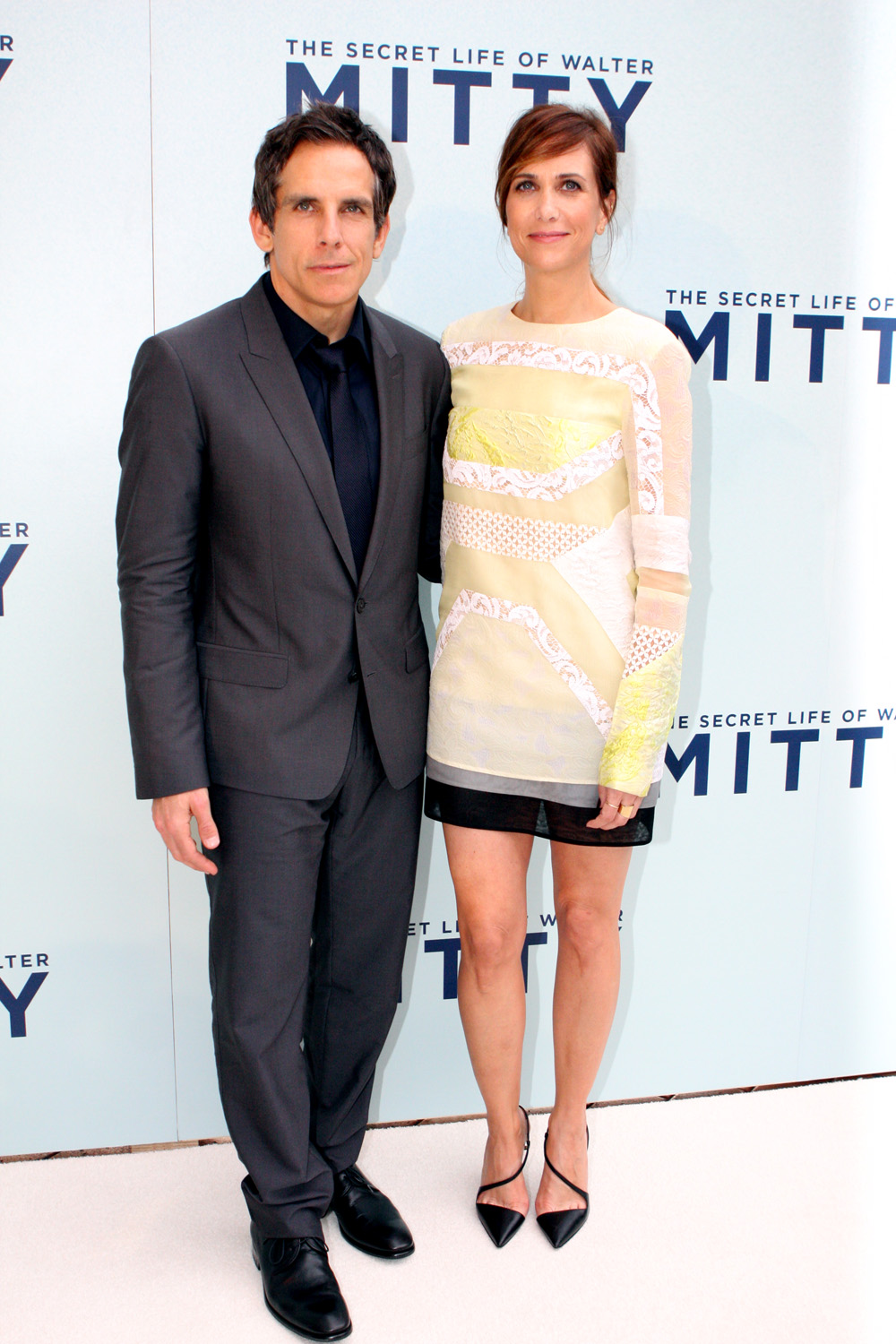
ベン・スティラーとクリステン・ウィグ、シドニーでのプレミアにて

ウォルター・ミティ
演 - ベン・スティラー
本作の主人公。雑誌LIFE編集部に16年勤めるベテラン社員。42歳。幼少期に父を失ってからは、若くしてピザ屋で働きその後も一家の大黒柱役を担い、現在は高齢にさしかかる母エドナと、いつまでも幼さの残る妹オデッサの生活を支えながら、つつましく地味に生きている。職場での存在感も薄いが、仕事ぶりにおいてはショーンや部下からの信頼は厚く、本人もその点を決して軽んじてはいない。空想癖があり、どこに居ても、誰と一緒にいても、深い空想の世界に入り込んでしまうことがある。幼い頃にスケートボードが得意で、大会で賞を受賞したこともある。そのテクニックは、今もさほど衰えている様子はない。その頃の髪型はモヒカンであり、父親がカットしてくれていた。
シェリル・メルホフ
演 - クリステン・ウィグ
雑誌LIFEの女性社員で、ウォルターの同僚。36歳。ウォルターが密かに想いを寄せる相手。離婚し、シングルマザーとなって、スケートボードに夢中な12歳の息子を一人手で育てている。LIFE社のスローガンに共感し、LIFE編集部へ転職してからまだ1ヶ月。
ショーン・オコンネル
演 - ショーン・ペン
命を顧みない冒険家であり、フォトジャーナリスト。デジタルワークフローが主流となった現代においても、銀塩フィルムカメラ「Nikon F3/T」を愛用している。いつも世界中を飛び回っており、その所在は常に不明であり、携帯電話も所有していないため容易に連絡も取り合えない。ウォルターとは電話で話したことはあるが、まだ面識はない。しかし、誠実で質の高い仕事ぶりから、ウォルターのことを高く評価している。
エドナ・ミティ
演 - シャーリー・マクレーン
ウォルターの母。穏やで寛容な人柄。機転も利く。夫の形見であるグランド・ピアノを大切にしている。得意料理の一つは、とても美味しいオレンジのケーキ。ウォルターのことを自慢の息子として、誇りに思っている。
テッド・ヘンドリックス
演 - アダム・スコット
ウォルターの新しいボス。上層部からの命を受けて、LIFE事業再編の責任者として、ウォルターらの前に現れる。LIFE最終号発売の統括責任を負っており、陣頭指揮を取りつつ、表紙を飾るショーンのフィルムNo.25を探す。歴史ある雑誌の編集部を指揮するマネージャとしては未熟な発言や行動が目に付くが、再編事業そのものに関しては真面目に取り組んでいる他、ウォルターの言葉を受けて最終号の表紙に添えた一文など、時に実直な一面も垣間見える。
オデッサ・ミティ
演 - キャスリン・ハーン
ウォルターの妹。あどけない女性。大切な父の形見のピアノを路上に放置してきたり、すぐにウォルターと口喧嘩を始めるなど、短絡的でかっとなりやすい一面も持つ。女優を夢見て、舞台のオーディションを受け続けている。
トッド・マハール
演 - パットン・オズワルト
パートナー探しのウェブサイト『eHarmony』の顧客サービス責任者。ロサンゼルス在住。気のいい楽観主義者。ウォルターからのシステムトラブルの電話を受けたあと、ウォルターのことを気に掛け、本人に代わってプロフィールを書き上げようと、時折電話を掛けてくる。好物はシナボン。ウォルターが終盤イエメン経由でアフガニスタンからアメリカに帰国した際に警備員に怪しまれて拘束されたため、身元保証人になり入国を手助けした。

## 日本語吹替
| 役名                     | 俳優                         | 日本語吹替                                 | 日本語吹替                               |
| 役名                     | 俳優                         | 劇場公開版                                 | ザ・シネマ版                             |
| ------------------------ | ---------------------------- | ------------------------------------------ | ---------------------------------------- |
| ウォルター・ミティ       | ベン・スティラー             | 岡村隆史                                   | 堀内賢雄                                 |
| シェリル・メルホフ       | クリステン・ウィグ           | 三石琴乃                                   | 安藤麻吹                                 |
| ショーン・オコンネル     | ショーン・ペン               | 山路和弘                                   | 山路和弘                                 |
| エドナ・ミティ           | シャーリー・マクレーン       | 沢田敏子                                   | 谷育子                                   |
| テッド・ヘンドリックス   | アダム・スコット             | 花輪英司                                   | 小原雅人                                 |
| オデッサ・ミティ         | キャスリン・ハーン           | 鯨エマ                                     | 小松由佳                                 |
| トッド・マハール         | パットン・オズワルト         | 吉見一豊                                   | 駒谷昌男                                 |
| ヘルナンド               | エイドリアン・マルティネス   | 石住昭彦                                   | かぬか光明                               |
| ヘリコプターのパイロット | オラフル・ダッリ・オラフソン | 菅原正志                                   | 北村謙次                                 |
| リッチ・メルホフ         | マーカス・アントゥーリ       | 山本和臣                                   | 千種春樹                                 |
| ティム・ノートン         | ジョナサン・C・デイリー      | 井上悟                                     | 早川毅                                   |
| ゲリー・マンハイム       | テレンス・バーニー・ハインズ | 尾花かんじ                                 |                                          |
| ドン・プロクター         | ポール・フィッツジェラルド   | 関俊彦                                     | 白熊寛嗣                                 |
| フィル・メルホフ         | カイ・レノックス             | 前田一世                                   |                                          |
| シェリルの同僚           | グレイス・レックス           | 行成とあ                                   |                                          |
| トナー社員               |                              | 阪口周平                                   | 藤高智大                                 |
| 漁船の船長               |                              | 佐々木梅治                                 | 伊藤和晃                                 |
| ホテル管理人             |                              | をはり万造                                 | 山岸治雄                                 |
| ホーム管理人             |                              | 樫井笙人                                   | 長谷川敦央                               |
| その他                   |                              | 太田淑子 村治学 米田基裕 慶長佑香 佐竹海莉 | さくま雪乃                               |
|                          |                              |                                            |                                          |
| 演出                     |                              | 杉本理子                                   | 清水洋史                                 |
| 翻訳                     |                              | 松崎広幸                                   | 埜畑みづき                               |
| 制作                     |                              | ACクリエイト                               | 東北新社                                 |
| 初回放送                 |                              |                                            | 2019年2月24日 21:00-23:00 ノーカット放送 |

## 評価
レビュー・アグリゲーターのRotten Tomatoesでは198件のレビューで支持率は52%、平均点は6.00/10となった。Metacriticでは39件のレビューを基に加重平均値が54/100となった。